# Долгая Губа
Долгая Губа — ручей в России, протекает по территории Ловозерского района Мурманской области. Длина ручья — 16 км. Площадь водосборного бассейна — 24,6 км².
Начинается из небольшого озерца, лежащего к югу от озера Щучьего. Течёт в юго-восточном направлении между ручьями Даниловским и Коньковским по холмистой, местами заболоченной, тундре. В среднем течении пересекает обильную озёрами местность, в низовьях течёт по прямой долине с крутыми берегами. Впадает в губу Долгую Белого моря на Терском берегу южнее избы Тяпчиха.

## Данные водного реестра
По данным государственного водного реестра России относится к Баренцево-Беломорскому бассейновому округу, речной бассейн — бассейны рек Кольского полуострова и Карелии, впадающие в Белое море, водохозяйственный участок реки — реки бассейна Белого моря от западной границы бассейна реки Иоканга (мыс Святой Нос) до восточной границы бассейна реки Нива без реки Поной.
Код объекта в государственном водном реестре — 02020000212201000006943.